# Luchat
Luchat település Franciaországban, Charente-Maritime megyében. Lakosainak száma 513 fő (2022. január 1.). Luchat La Clisse, Corme-Royal, Pessines, Pisany és Varzay községekkel határos.

## Népesség
A település népességének változása:
| Lakosok száma | 194  | 190  | 214  | 321  | 491  | 506  | 525  | 536  | 529  | 513  |
|               | 1968 | 1982 | 1990 | 2006 | 2013 | 2015 | 2017 | 2019 | 2020 | 2022 |